# اوریون الکترونیکس
اوریون الکترونیکس (انگلیسی: Orion Electronics) شرکت الکترونیک مجارستانی است، که در سال ۱۹۱۳ تأسیس شد.